# ميرتشا كونستاتينسكو
ميرتشا كونستاتينسكو هو لاعب كرة قدم روماني، ولد في 25 فبراير 1945. لعب مع دينامو بوخارست.